# Strobilanthes farinosus
Strobilanthes farinosus är en akantusväxtart som beskrevs av C. B. Cl.. Strobilanthes farinosus ingår i släktet Strobilanthes och familjen akantusväxter. Inga underarter finns listade i Catalogue of Life.